# ライシテ
ライシテ（仏: laïcité; 形容詞 ライック laïque）とは、フランスにおける教会と国家の分離の原則（政教分離原則）、すなわち、（国家の）宗教的中立性・無宗教性および（個人の）信教の自由の保障を表わす。
説明的に「非宗教性」という訳語が当てられることがあり、ライシテの成立過程について (laïcisation の訳語として)「非宗教化 / 世俗化」(＝社会における宗教の影響力の減少) という語が用いられることもある。
また、日本のメディアでは「世俗主義」と訳されることもあるが、これは英語の secularism の訳語であり、これらの概念の歴史的な成立過程から、基本的には別の概念である。
日本語の「ライシテ」という言葉は、世俗主義やフランス以外の国の政教分離と区別し、フランス法およびフランスの歴史に根ざした特殊な政教分離の意味で用いられ、2010年代以降は「ライシテ」という訳語が定着した（以下の「語義」参照）。

## フランスの法と歴史におけるライシテ
フランス法：フランスは「自由 (Liberté)、平等 (Égalité)、友愛 (Fraternité)」を標語に掲げる共和国であることはよく知られているが、加えて、フランス共和国憲法第1条に「フランスは不可分で (indivisible)、ライックで (laïque)、民主的で (démocratique)、社会的な (sociale) 共和国である」と書かれており、ライシテはフランス共和国の基本原則の一つである。
フランスの歴史：ライシテは元々、フランス革命以来、主に学校教育制度に関するカトリック勢力と、共和民主主義・反教権主義勢力との対立・駆け引きを通じて醸成されてきた原則であり、教育の無償制、義務制、そして非宗教性（ライシテ）を保障するジュール・フェリー法(1882)、公立学校の教師の非宗教性を保障するゴブレ法(1886) などによる一連の非宗教化政策の結果、1905年12月9日、フランス共和国（第三共和政）により政教分離法（ライシテ法）――政教分離原則、すなわち教会と国家の分離の原則を規定した法律――が公布され、これにより、フランスの反教権主義（反カトリック主義）は完成し、国家の宗教的中立性・無宗教性および信教の自由の保障が図られた。
中東からの移民増加とその文化的軋轢が表面化した1990年代以降はイスラムとの関係で論じられることが多いが、ライシテに関する歴史・社会学者のジャン・ボベロによれば、2001年のアメリカ同時多発テロ事件以後、「政治的イスラム」という新たな脅威が生まれ、一部のイスラムに対する恐怖が支配的な趨勢となっていったことがフランスではライシテ法本来の精神からの逸脱、世俗化 ―「ライシテの右傾化」― につながった。
同時にまた、フランスのライシテは、しばしば国民国家の統一を脅かしかねない（とされる）「アングロ＝サクソンの共同体主義」に対置させて論じられるようになり、フランス左派内における「ライシテ強硬派」と「イスラム左派」の対立を生んでいる。

## 語義
「ライシテ」の語源はギリシア語の「ラオス (λαός, laós; 民衆)」、「ライコス (λαϊκός laïkós; 民衆に関すること)」であり、「クレーリコス (κληρικός, klêrikós; 聖職者に関すること)」と対語を成している。18世紀末、とりわけフランス革命以後、この言葉は、「教権主義」に反対する共和派の理念となり、「政教分離」、「（教育や婚姻に代表されるような）市民生活に関する法制度の宗教からの独立」、「国家の宗教的中立性」を意味するようになった。
訳語としては、近年のフランスにおけるライシテ原則の適用をめぐる諸問題を論じるにあたり、「政教分離」、「非宗教性」、「世俗化」などの語が用いられ、たとえば、2008年のジャン・ボベロ来日講演録『世俗化とライシテ』では、羽田正が「ライシテは、『非宗教性』ないし『政教分離』などと訳されることが多いが、日本語ではその語義自体がまだ定まっていない」としたうえで「ライシテ」という訳語を用いているが、これ以後、伊達聖伸の著書 (『ライシテ、道徳、宗教学』(2010年), 『ライシテから読む現代フランス』(2018年))、および同氏らによるボベロの邦訳書 (『フランスにおける脱宗教性(ライシテ)の歴史』(2009年), 『世界のなかのライシテ』 (2014年)) など「ライシテ」と題する著書が出版され、現在では「ライシテ」という訳語が定着している。
こうした経緯から、本ページでは日本語の「ライシテ」を一般的な政教分離とは区別し、「フランスにおけるライシテ」、すなわち、フランス法およびフランスの歴史に根ざしたライシテ、「フランスの特殊性といわれているライシテ概念」（満足）を意味するものとし、以下では、まず、フランス共和国の基本原則としてのライシテの概念およびその成立過程について記述し、次に、過去30年ほどの間に生じた「ライシテ」の「変質」およびその結果として生じたライシテ原則の適用をめぐる諸問題について説明する。

## 概要

### フランス共和国の基本原則
フランスにおけるライシテとは、政治と宗教を区別・分離するフランス共和国の基本原則である。
国家は中立的な立場から、（宗教の表明が公の秩序を乱さない限りにおいて）信教の自由および思想・良心の自由を保障し、すべての信念（宗教、無神論、不可知論等）を同等に扱う。この原則は、たとえば、1905年に成立した政教分離法（ライシテ法）の第1章第2条に「フランス共和国はいかなる宗教も公認せず、俸給を与える又は助成金を支出することはない」と書かれているとおり、共和主義的平等を目指すものである。

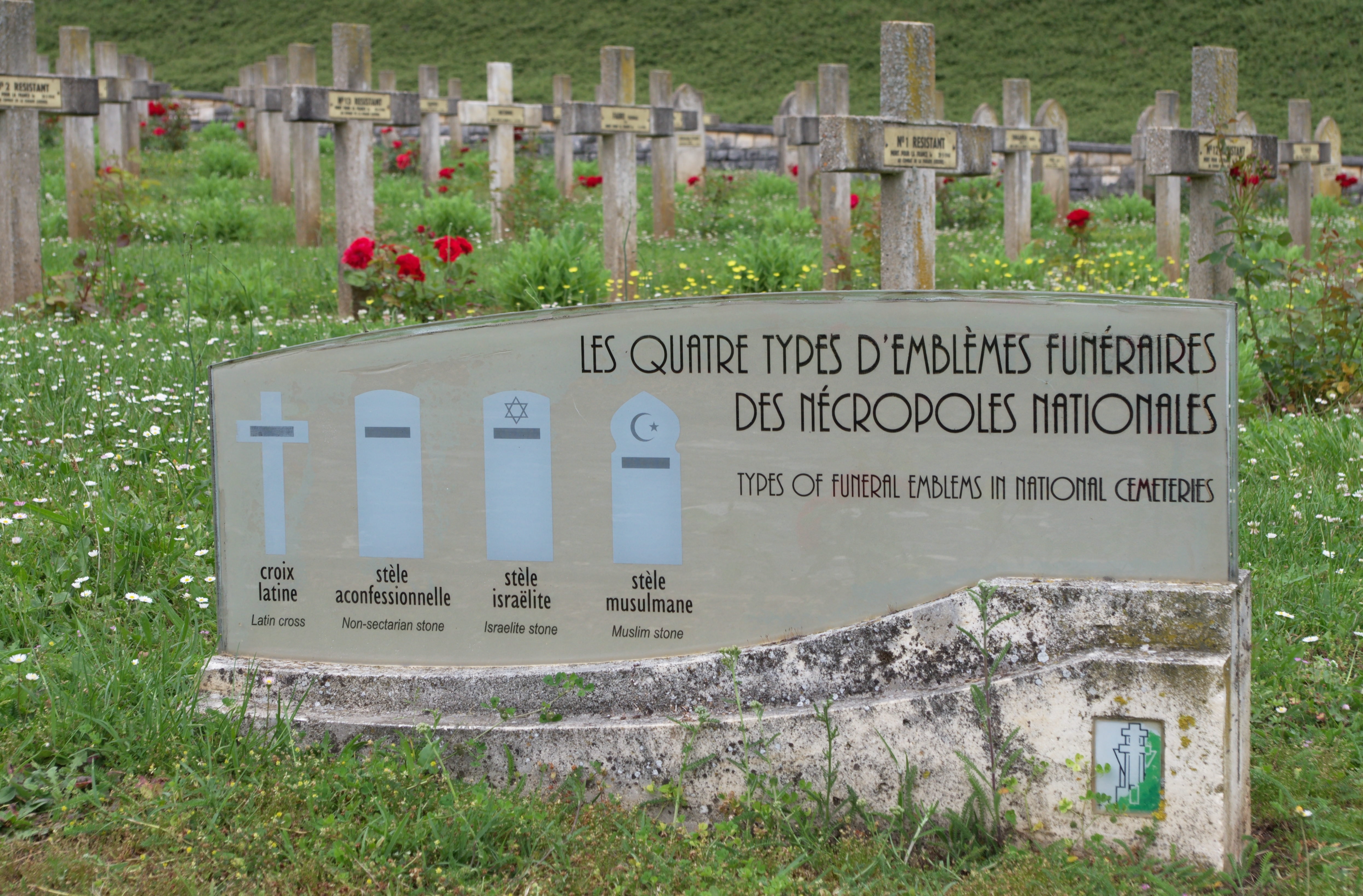
宗教による墓碑の種類

ライシテは政治と宗教を対立させるものではなく、政治・行政から宗教の影響を排除することが目的である。したがって、宗教は信教の自由、思想・良心の自由という個人の自由の領域を超えることはない。ただし、ライシテはフランス社会に深く根ざすものでありながら、同時にまた、社会の変化に応じて変わっていることも考慮する必要がある。
一方で、「ライシテ」という概念に曖昧さがないわけではない。信教の自由と思想・良心の自由が区別されるように、ライシテは世俗化 (sécularisation) や中立性 (neutralité) と区別されるが、混同されるまたはすり替えられる場合もある。ライシテに関する歴史・社会学者のジャン・ボベロによると、「世俗化とは、最も広い意味においては、近代社会 ― 科学技術と結びついた合理性を中心とする基準によって機能する社会 ― において、宗教の社会的役割が衰退することを意味し」、中立性は、哲学者フェルディナン・ビュイソンがライシテに基づく国家 (État laïque) に与えた定義「すべての宗教に対して中立的で、あらゆる聖職者から独立している」に近く、どちらかと言えば受動的な姿勢であるのに対して、フランスにおけるライシテはその成立過程に根ざした概念であり、
ライシテというときには、受動的で静かな中立性よりも、能動的かつ確信的に、公私を分離して公的な領域から宗教的な要素を排除するという姿勢を含意する。価値にかかわる宗教・信仰の要素を持ち込まないことによってこそ、各人の信教あるいは良心の自由が確保されるという発想にほかならない。公教育はいかなる教義をも特別扱いしてはならず、また教義によって知性がゆがめられることを許してはならない。ここに、革命以来の理性主義の表出を看取することができる。フランスは以後、このライシテを国家的原則として掲げ現在にいたる。
20世紀初頭（特に政教分離法の成立時）には、ライシテには、まずもって、共和主義的価値を脅かすカトリック教会の影響を排除しようという意図があったが、やがて、伝統的なカトリックとは直接関係のない様々な過激な思想（新たな全体主義、セクト、イスラム原理主義をはじめとする宗教的原理主義等）が生まれ、ライシテはより複雑で幅広い文脈に置かれている。

### フランス革命と1958年の第五共和政憲法
ライシテの起源はフランス革命 (1789-1799) にある。フランス革命では、共和制への従属を拒否し、ローマ教皇への忠誠を誓ったカトリック聖職者の多くが処刑された。統領政府期の1801年、ナポレオン1世とローマ教皇ピウス7世の間でコンコルダ（政教条約）が結ばれ、カトリック教会、プロテスタントのルター派教会とカルヴァン派教会、およびユダヤ教会の4つの教会が公認され、信教の自由が認められた。その後、復古王政ブルボン朝 (1814-1830) においてカトリックが再び国教として復活し、七月王政 (1830-1848)、第二共和政 (1848-1852)、第二帝政 (1852-1870) の期間を通じ、第三共和政 (1870-1940) の初期に至るまで、カトリック勢力と反教権勢力の対立が続いた。これは特に、公立学校の創設に関する1833年のギゾー法、公立学校の発展・推進および国家による私立学校への財政援助について定めた1850年のファルー法の成立などの学校教育制度の確立に至る経緯において、カトリック教会派と、反教権運動の旗頭ヴィクトル・ユーゴー (1802-1885)、ジュール・ミシュレ (1798-1874)、エドガー・キネ(1803-1875) らとの対立として顕在化した。さらに、1850年代には「自由思想家」と呼ばれる、急進的な反教権運動が生まれ、両派の闘いは特に「公立学校」対「私立学校」という問題に集約されるに至った。
フランス革命により、アンシャン・レジーム下の特権的・身分的支配統治構造が解体された結果、権力を一元的に掌握する集権的な国家構造が構築された。教会などの「社団」的身分編成原理が破壊されたため、各個人をつなぐ紐帯が失われた。革命後に権力を掌握した人々は「一にして不可分 (une et indivisible)」というスローガンに象徴されるような近代国民国家 (État-Nation) の樹立を目指した。そして権力者たちはその紐帯の役割を教育に担わせようと考えた。アンシャン・レジーム下で支配的なイデオロギー装置であった教会を駆逐することには二つの意味があった。第一に、教会に従属していた成人を解放することにより、さらにその上の王制への従属を破壊することを目的とした。第二に、子供の教育に対する教会からの影響を排除することを目的とした。これらの目的を達するために教育は国家の管掌事項となった。つまり、教育は共和制国家を形成する目的で行われるようになった。アンシャン・レジームが崩壊する過程において、1789年8月の封建的特権の廃止後に採択された人権宣言（人間と市民の権利の宣言）により、思想・良心の自由、法の下の平等をはじめとする普遍原則が確立された。1958年の第五共和政憲法の前文ではこの人権宣言が憲法の一部をなすと宣言されている。

なかでも、人権宣言第10条の「何人も、その意見の表明が法律によって定められた公の秩序を乱さない限り、たとえ宗教上のものであっても、その意見について不安を持たないようにされなければならない」という信教の自由が第五共和政憲法でも保障されている。

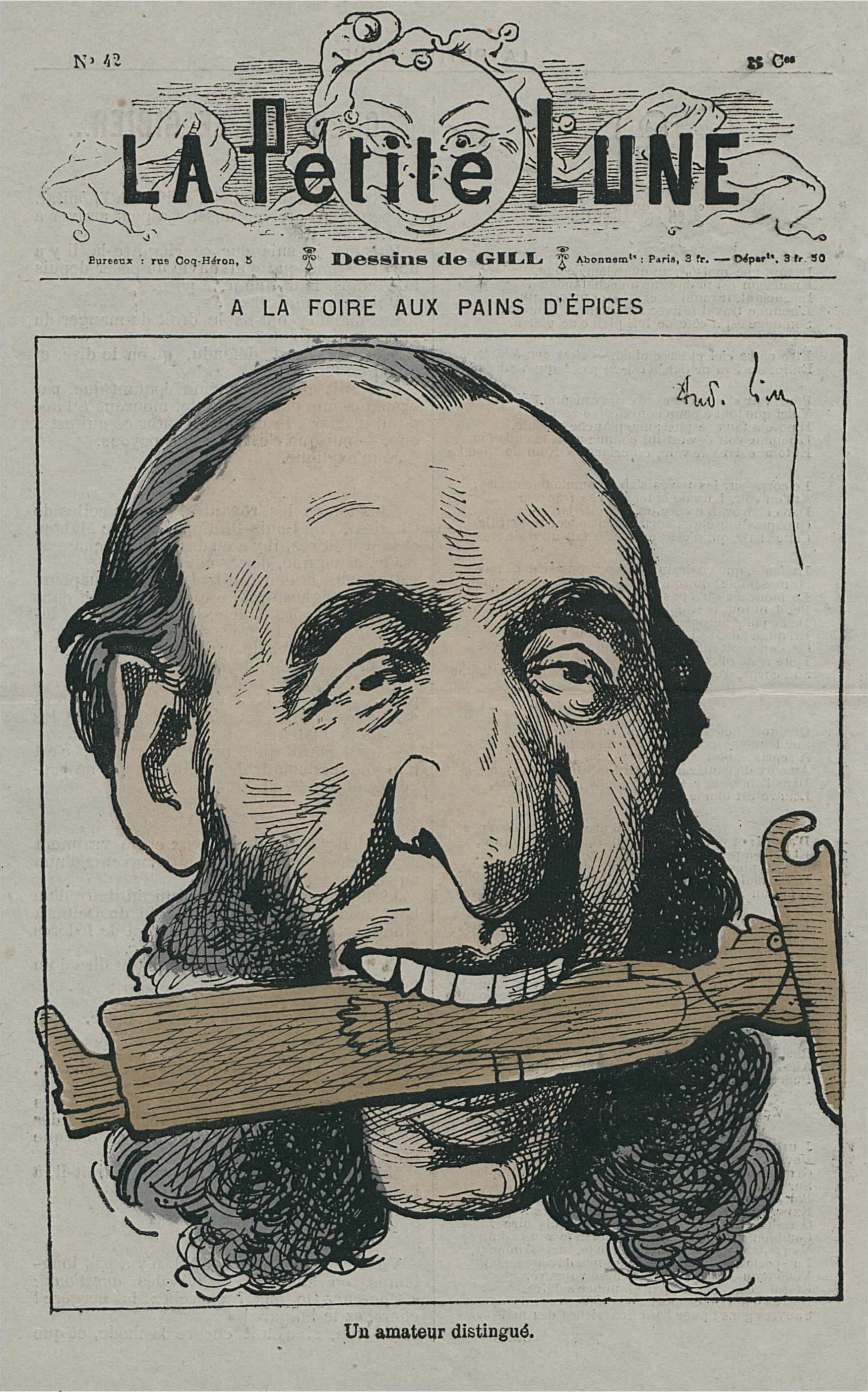
(風刺画) 司祭にかみつくジュール・フェリー (1878年)

19世紀に、ライシテに関する一連の法律が施行され、次第に国家とカトリック教会とのつながりが断たれ、共和主義的普遍主義の原則に基づく新たな政治・社会規範が確立されていった。こうした過程は、教義と切り離されたより広義の近代化 ― 政治・社会基盤（三権分立、国家組織、教育、非宗教的な生活習慣、法律や道徳観など）の見直しや改革を含む民主化 ― の一環であり、とりわけ第三共和政においては、公教育相ジュール・フェリーが義務・無償制とともに公教育の非宗教化を粘り強く推し進め、義務制を定める 1882年3月28日の法律において非宗教性をも明文化するに至った（ジュール・フェリー法）。これを補う1886年10月30日の「ゴブレ法」は、特に第17条で公立学校の教師はすべてライックでなければならないと規定している。また、これらの法律により宗教道徳教育を排して道徳・公民教育が導入された。1880年代のジュール・フェリー法の立案・執行の任にあたり、1887年に『教育学・初等教育事典』を編纂し、自ら「道徳」の項目を執筆した自由主義的プロテスタントのフェルディナン・ビュイッソン (1841-1932) は、「ライックな信仰」という概念により、教権派の「神なき学校」という批判に対抗し、ポール・ジャネが提出した道徳教育計画（国が与えるべき、宗教の教義から独立した道徳規範）に基づく学習要領を発表した。
1894年に起きたドレフュス事件は教権派と共和派の対立と結びつく大問題となった。ドレフュス擁護派は1898年に「人権同盟」を結成し、政教分離支持・反教権主義の立場を表明した。さらに1899年6月22日に急進派の支持を受けたピエール・ワルデック＝ルソー内閣が成立。1901年7月1日のワルデック＝ルソー法（結社法）第13条により、修道会は3か月以内に認可を得ることが義務付けられた。1902年の選挙でも左派の社会党・急進党が勝利し、エミール・コンブが首相に就任。コンブは1902年の7月には約3千の無認可の修道会系学校を次々と閉鎖に追い込み、約2万人の修道会員、54の修道会がフランスから追放された。また1901年法に基づく認可申請もその多くが却下された。ビュイッソンは「人間と市民の権利の宣言の文言や精神を傷つけることはできない」として「修道会の教育の自由」を否定した。1904年7月7日の法律第1条で「フランスではあらゆる段階、あらゆる種類の修道会による教育は禁止される」と規定され、1904年7月29日、フランスとローマ教皇庁との国交が断絶された。

### 政教分離法 (ライシテ法) の成立
こうした一連の非宗教化政策の結果、1905年に政教分離法（ライシテ法）の成立を見ることになった。
1905年の政教分離法は人権宣言第10条の精神を受け継ぎ、第1条に「フランス共和国は思想・良心の自由を保障する。フランス共和国は、以下に述べる公の秩序のための制約を守る限りにおいて、信仰実践の自由を保障する」とある。さらに第2条には、「フランス共和国はいかなる宗教も公認せず、俸給を与える又は助成金を支出することはない。したがって、本法（政教分離法）の布告後、（1906年）1月1日以降、信仰実践にかかる費用は、国家、県、コミューン（市町村）の予算から排除される」と書かれている。

宗教と切り離された「ライックな共和国」という概念は、1946年憲法で明確に規定され、1958年憲法に受け継がれることになった。
フランスは不可分で、ライックで、民主的で、社会的な共和国である。フランスは、出自、人種、宗教の区別なく、全市民の法の下の平等を保障する。フランスはすべての信念を尊重する（1958年憲法第1条）。

## 現代のフランスにおけるライシテ

### 宗教的急進主義の台頭
1980年代の終わり頃からライシテ原則に違反すると思われる出来事が起こり、論争を呼ぶことになった。程度の差はあれ様々な宗教的急進主義の台頭により、文化的少数派の主張に対応した多文化主義的施策が後退を余儀なくされる傾向にあったからである。こうしたどちらかと言えば共同体主義的な主張は文化や政治にも深く浸透していたため、事態はいっそう困難であった。問題は、こうした施策が、たとえその一部においてであっても、果たして解放に導くものであるか否かであった。
多文化主義や共同体主義の問題以外に、同じく宗教的急進主義との関連でプロゼリティスム（執拗な宗教勧誘）の問題があった。これは学校教育、医療、共和主義の原則に基づく様々な活動における共生（共に生きる）という理念に反するものである。これについては、現在では、少なくとも公共サービスにおいては（他者の権利や自由を侵害するか否かにかかわらず）ライシテ原則と国家の中立性を守るためにプロゼリティスムは禁止されているが、政府はこうした事態に直面してその都度、共和主義の立場からライシテ原則を守るために委員会を設置して対策を講じてきたが、一方で、この結果、ライシテ原則自体が変質を被ることになった。

### 従軍聖職者

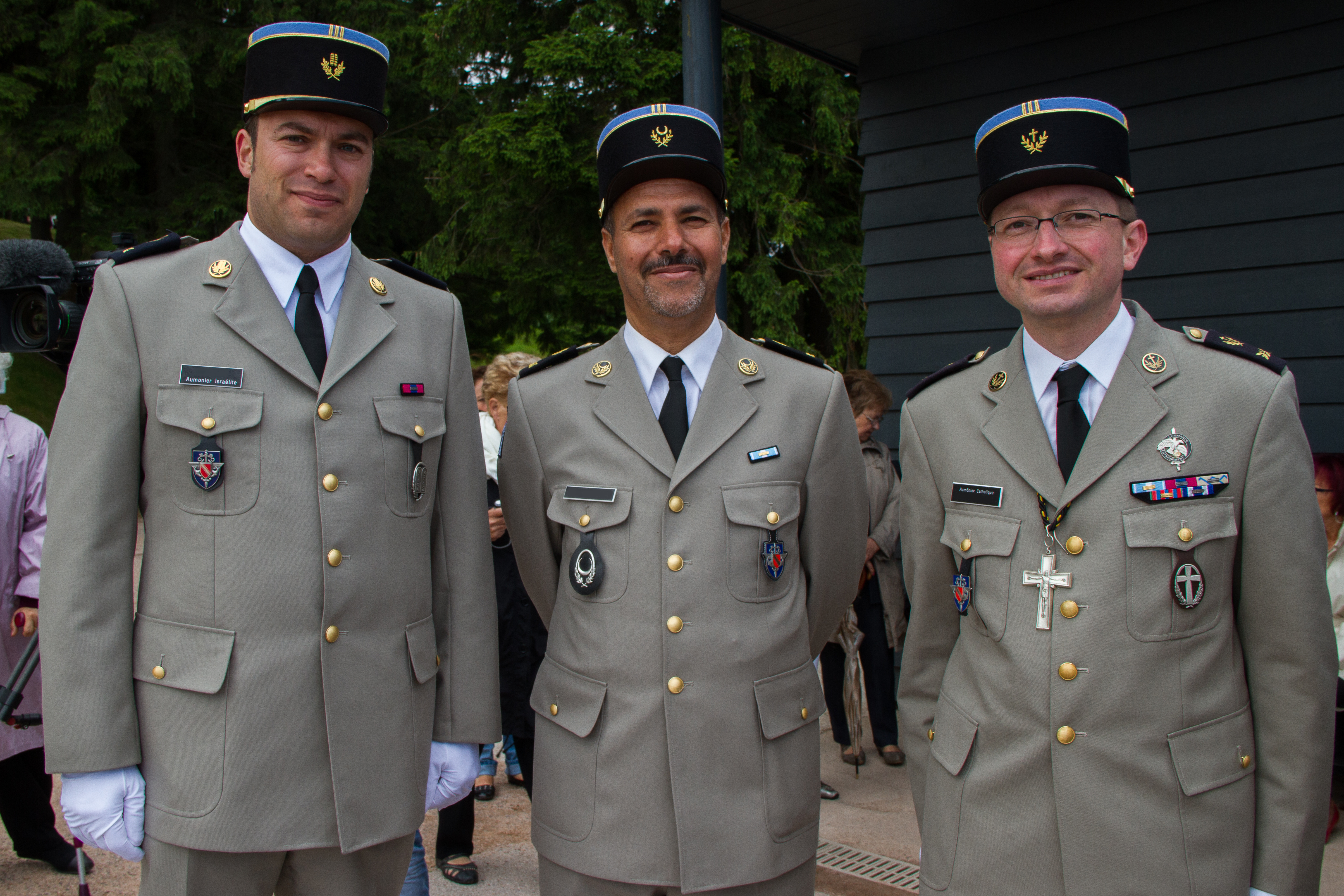
フランス軍の従軍聖職者。左からユダヤ教、イスラム教、カトリック

フランス軍にはカトリック、プロテスタント、ユダヤ教、イスラム教の従軍聖職者が所属しており、軍内部で礼拝などを取り仕切っている。

### 政治的イスラムとライシテの右傾化
ジャン・ボベロによると、1989年まではカトリック教会との対立においてライシテが論じられてきたが、これ以降はイスラム教がライシテをめぐる議論の焦点となり、フランスにおけるイスラム教の拡大がライシテを「深いところで変える」ことになった。ボベロは1989年を「冷戦の終結とイスラムという新たな政治的恐怖の誕生」の年と位置づけている。
1989年は、イラン・イスラム共和国の指導者ホメイニ師がファトワを発して幕を開けた（2月）。作家サルマン・ラシュディが『悪魔の詩』のなかで預言者ムハンマドを冒涜したとの理由で死刑を宣告されたのである。この年の終わり（11月）には、資本主義の西洋と共産主義諸国を分断する「鉄のカーテン」を象徴していたベルリンの壁が崩壊する。東西の対決とそれにともない双方が抱いていた恐怖に代わり、「政治的イスラム」という新たな恐怖が生まれた。…一部のイスラムに対する恐怖が支配的な趨勢となるのは、特に2001年にアメリカで9・11のテロが起きてからのことである。
一方、フランス国内でも、1989年秋、パリ近郊のクレイユ市でイスラム系の2人の女生徒がスカーフを校内で着用していることを理由に、教師より教室に入ることを禁止されるという事件が起きた。
また、歴史・政治学者ラファエル・リオジエは「イスラム化監視機構」などの反イスラム化団体が生まれた2003年にライシテの概念が大きく変わったと指摘する。この年、ジャック・シラク大統領の下、ジャン＝ピエール・ラファラン首相がフランソワ・バロワン議員に報告書の作成を求め、これに対して同議員が公立学校におけるスカーフ着用の禁止を提案する「新しいライシテ」と題する報告書を提出した。
ジャン・ボベロはこの「新しいライシテ」は1905年のライシテ法の精神 ― 反教権主義、反共同体主義 ― を受け継ぐものではなく、宗教戦争やフランス革命よりはフランス植民地主義の時代につながるもの、「超国家的な政治的イスラム」よりは「グローバリゼーションの地政学」に対応したものであり、「二つのフランスの争い」を存続させることになったと指摘する。また、政治よりはメディアが作り上げた「事実」に基づくものであり、宗教に対して過度に寛大な「アングロ＝サクソンの共同体主義」に「例外的な」フランスのライシテを対置させ、さらには、「ライシテの右傾化」（ナショナル・アイデンティティの方向への傾斜）を招き、とりわけ極右がライシテ支持派を僭称したことが左派内に対立を生むことになったと分析している。
また、法学者のステファニー・エネット＝ヴォーシェとヴァンサン・ヴァランタンもバロワン報告書「新しいライシテ」は1905年のライシテ法により保障された信教の自由に反する「監視のロジック」であり、「宗教における目立ったもの、他と異なるものを排除しようとしている。共に生きるという理念を蝕むばい菌のように思われている宗教を「殺菌する」ためにライシテを利用しているのだ。市民は公共の場に入るときに、他と共有できないものは捨てなければならない。この広義のライシテは右派だけでなく左派も支持しているが、1905年のライシテ法に基づくと言いながら、実はこれに違反するものである。政治的言説においてもメディアにおいても、まるで自明のことのように、ライシテの理念が脅かされていると言う。まるで、ライシテが国家の義務ではなく、一つの社会現象であるかのように」と批判している。
実際、このバロワン報告書を受けてジャック・シラク大統領が、ベルナール・スタジを委員長とする「共和国におけるライシテ原則適用に関する検討委員会」（スタジ委員会）を創設した。さらに、スタジ報告書を受けて、非宗教の公立学校における「目立った」（ostensible）宗教的標章の着用を禁じる2004年3月15日付法律（「宗教的標章規制法」：日本語で「宗教シンボル禁止法」と表現されることが多いが、「宗教的シンボル」または宗教的標章が全面的に「禁止」されたわけではない）の成立を見ることになった。既に1989年11月に国務院は公立学校における宗教的標章の着用は、それが「これ見よがし」（ostentatoire）なやり方でなされなければ、ライシテと両立可能だという声明を出していたが、ジャン・ボベロは「これ見よがし」（ostentatoire）から「目立つ」（ostensible）へ用語の変化に「ひとつの変質が隠されている。もはや振舞いだけを違法とするのではなく、いくつかの標章そのものが、目立ったやり方で宗教的帰属を表明するものとされるようになったのだ。ものの見方が本質主義的になっている」と指摘する。
こうして「新しいライシテ」により共和国の基本原則であるライシテと国家の中立性において本質的な変化が生じ、その主体も国家から市民社会へ、そして公務員から公共の場の利用者へ移行し、ライシテとフランス社会の「世俗化」との区別が曖昧になった。

## ライシテ原則の適用をめぐる諸問題

### ライシテと公教育

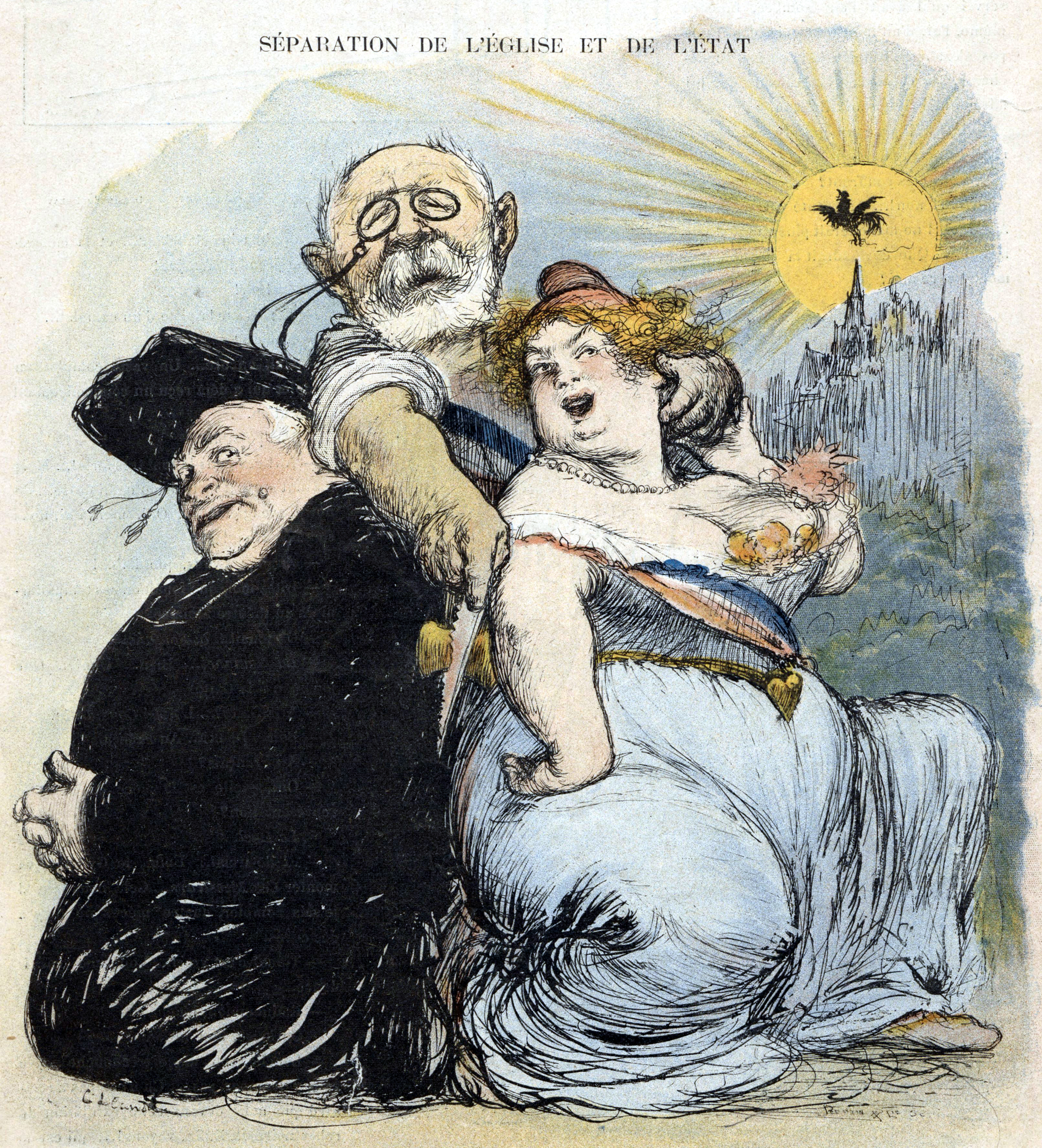
(風刺画) 政教分離: 中央はモーリス・ルーヴィエ政権の文部大臣ジャン＝バティスト・ビアンヴニュ＝マルタン (1905年)

今日のフランス公教育はコンドルセ (1743 - 1794) とジュール・フェリー (1832 - 1893) の教育改革に負うところが大きい。フランス公教育の原型となった『公教育の一般的組織化に関するデクレ案』を作成したコンドルセは教育の自由について、まず、親の教育権の保障を挙げ、子に対する教育権は親の自然権の一つであり、国家などの公権力は親の自然権の保障を義務づけられているからこそ、公教育に責任を負うべきであるとした。また、具体的な教育内容については、教義によって知性がゆがめられることのないよう、すべての個人に歴史的・科学的根拠に基づく真理・真実を主たる内容とした教育 ― 知育 ― を提供することの重要性を解いた。さらに、教会の教育への介入の弊害を避けるために、宗教・思想・信条の自由を不可欠の人権として保障した。
1880年代の第三共和政前半期にジュール・フェリーが行った教育改革は、フランス公教育の方向性に大きな影響を与えることになった。何よりも重要なのは、国民の精神的統合を「自由・平等・友愛」を掲げる「一にして不可分の共和国」のシンボルとして実現するために教会勢力を公教育から駆逐したことであった。フェリーの教育改革では、1789年の人権宣言における自由、平等などの共和国の理念や権利を保障すると同時に、教育の無償制、義務制、そして非宗教性（ライシテ）を保障した。
1905年の政教分離法（ライシテ法）により確立した「ライックな共和国」という理念は、1946年憲法で明確に規定され、1958年憲法に受け継がれた。公立学校は今日、ライシテの精神を養う場であると同時に、共和国の理念に関する様々な批判の対象にもなった。公立学校におけるライシテの理念は、公的な場において「共に生きる」ことを目指すものであり、憲法に定める思想・良心の自由を保障するために、公的な場における宗教の表明は制限される。当初、この制限は必ずしも一定の基準に基づくものではなく、校則などにより違いがあったが、国民の人権と自由の保護を目的に設立された「権利擁護機関 (Defenseur des Droits)」のドミニク・ボーディ代表が2013年に政府に対して制限の明確化を要求し、これを受けて、国務院が明確な規定を設けた調査報告書を発表した。「ライシテ監視機構」が2014-2015年次報告書にこの一部を採用している。
フランス国家は、信仰・信条にかかわらず、全市民に対して無償かつライックな公教育を保障している。第五共和国の「憲法ブロック」（合憲性規範）の一部を構成する1946年憲法の前文第13段には「国民国家は子供及び大人の教育、文化、職業教育の平等な機会を保障する。無償かつライックな全公教育機関・過程を提供することは国家の義務である」と規定されている。

#### 宗教的標章の規制

##### 児童・生徒
ジュール・フェリーの教育改革による公教育の無償制、義務制、そして非宗教性（ライシテ）の保障、ならびに公立学校の教師の非宗教性（ライシテ）の保障（1886年ゴブレ法）により、公教育におけるライシテは、児童・生徒の思想・良心の自由を保障すると同時に、将来の市民である子供たちが自由に学び、質問し、学習内容に基づいて自ら考えて判断を下し、批判することのできる環境を提供するものである。したがって、公立学校においては、あらゆる共同体主義的又は自民族中心主義的イデオロギーや不寛容なセクト的団体の信条・教義に影響されない環境を確保しなければならない。

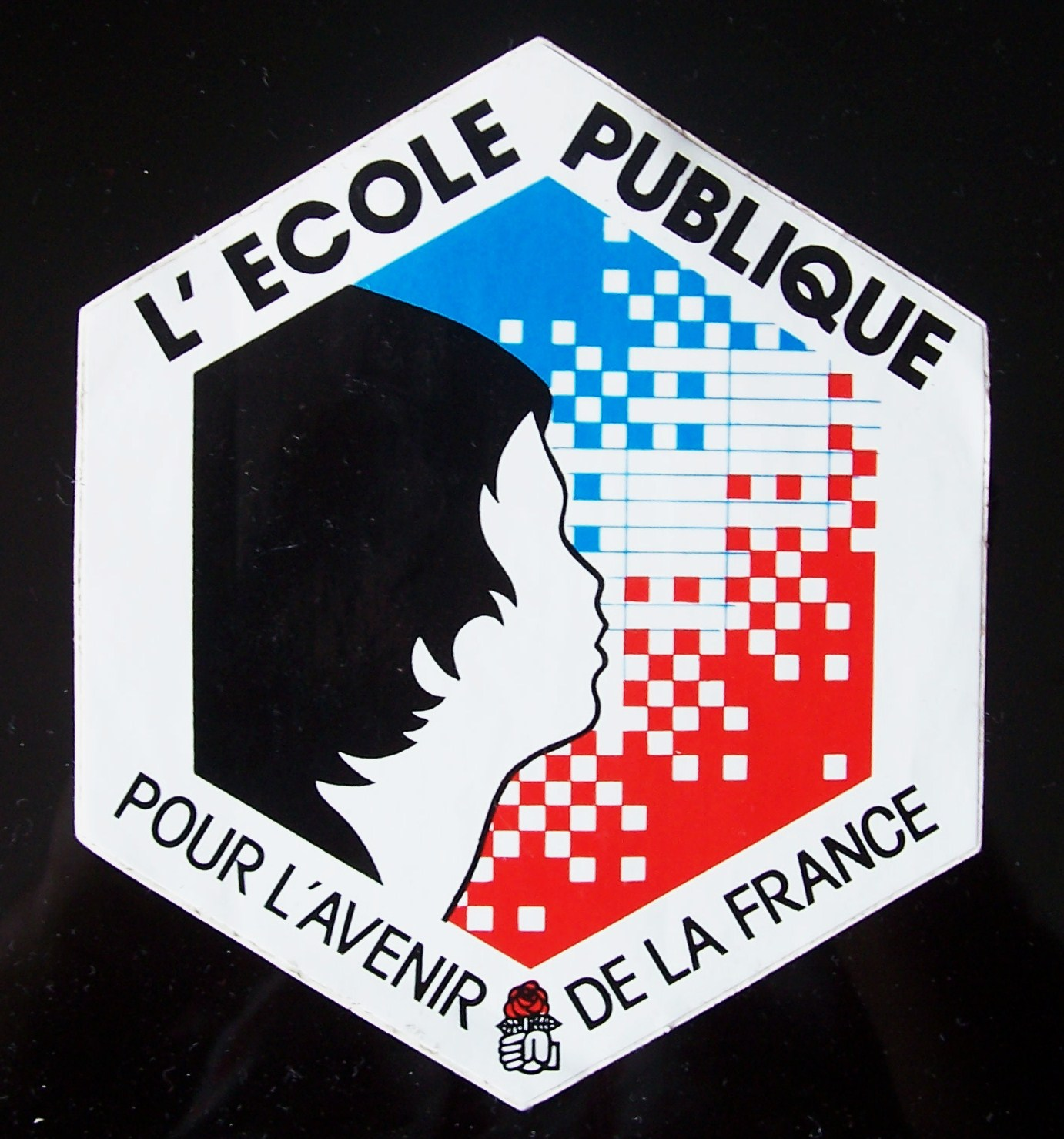
1994年1月24日のデモの際の社会党のステッカー「公立学校 ― フランスの将来のために」

1980年代の半ばに、フランスでは公立学校におけるイスラムのヴェール（ヒジャブ、ブルカ、ニカーブ等）の着用をめぐって論争が生じた。ヴェール着用支持派 ― 一部のイスラム教徒、個人の自由の擁護者 ― は、ライシテは1789年人権宣言の原則である思想・良心の自由を保障するものであると主張し、反対派もまた、ライシテは教育に不可欠とされる中立性と平等を保障するものであるとして、児童・生徒の服装の中立性を訴えた。とりわけ、1989年にクレイユ市でイスラム系の2人の女生徒がスカーフを校内で着用していることを理由に、教師より教室に入ることを禁止された事件が発生すると、識者間でも意見が分かれ、たとえば、哲学者エティエンヌ・バリバールは、「殊に、人種差別とはいえないが、外国人排斥という性質をもったイスラム教徒に対する敵意が兆しとなって現れ始めているときに、共和国の公立学校はいかなる生徒も追放してはならない。なぜなら、在学中こそが、宗教的蒙昧主義から生徒自身が自らを解放する最良の機会であるからだ」と、生徒の追放に反対した。一方、文化人類学者のフランソワ・プィヨンは、これに反対して、「これ見よがしに着用されているイスラムのスカーフは、新たな原理主義者による攻撃の一環をなしている。それは、宗教の影響力から公共の場を保護することを望むわが国のライシテ基本原則に反するものである。少なくとも、校内では、少女たちを性差別的な服従から解放すべきではないのか」と述べた。
また、スカーフ着用反対派の哲学者、作家ら ― エリザベット・バダンテール、レジス・ドゥブレ、アラン・フィンケルクロート、エリザベット・ド・フォントネ、カトリーヌ・カンツレール ― は、1989年11月に『ヌーヴェル・オプセルヴァトゥール』紙に掲載した「イスラムのヴェール」と題する訴えで、「自ら考える力を育てるためには、出自の共同体を忘れて、自分とは違うものについて考える喜びを知る必要がある。教師がこの手助けをするためには、公立学校は今後も本来あるべき場、すなわち解放の場でなければならず、宗教が幅を利かせる場であってはならない」と主張した。
リオネル・ジョスパン教育相は国務院に裁定を求め、国務院は、1989年11月27日付で、「表現の自由及び宗教の表明の自由の行使である限りにおいて、ライシテ原則に抵触しないが、宗教的標章が、その性質上、又はこれを個人的に又は集団として着用する条件により、ないしはこれ見よがしな (ostentatoire) 又は権利要求的な性質により、圧力行為、挑発、プロゼリティスム（宗教勧誘）又はプロパガンダとなるおそれがある場合は、かかる標章の着用は許されるべきではない」という見解を発表した。
これを受けたジョスパン教育相は、12月に宗教的標章に関する通達を出し、「生徒は、宗教的信仰を助成するような衣服及びその他の目立つようなすべての標章に注意しなければならない。・・・これについて紛争が起こった場合は、直ちに生徒とその父兄に対して対話を求めなければならない。対話は、生徒の利益のため、そして、学校がうまく機能するために、宗教的標章の着用をやめさせることを目的とする」とした。

こうした議論は以後さらに紆余曲折を経て、バロワン報告書（「新しいライシテ」）およびスタジ報告書（上記参照）、そして最終的には非宗教の公立学校における「目立った」（ostensible）宗教的標章の着用を禁じる2004年3月15日付法律第2004-228号（「宗教的標章規制法」）の成立を見ることになった。この法律は教育法典第L141-5-1条として規定されている。
公立の幼稚園、小学校、中学校及び高等学校においては、宗教的帰属をこれ見よがしに表わす標章又は服装を身につけることは禁止されている。校則には、処分に先立ち、当該児童・生徒と話し合いを行う旨を明記する。
「宗教的標章規制法」制定直後、シーク教徒の高校生が学校でターバンを脱ぐことを拒否して退学になる事件が発生した。親から訴えを受けた「差別禁止・平等推進高等機関 (Haute Autorité de lutte contre les discriminations et pour l'égalité)」（通称「ラ・アルド (la Halde)」）は国務院に裁定を求め、国務院は、ターバンは慎ましい標章とは見なされず、このような標章の着用は教育法典第L141-5-1条の規定に違反するという見解を示した。
一方、1999年にフレール（オルヌ県）の中学生だったイスラム系の女性2人が当時体育の授業で繰り返しスカーフを脱ぐことを拒否して退学になったことについて、欧州人権裁判所に対して訴えを起こしていたが、欧州人権裁判所はトルコおよびスイスにおける同様の判例に基づき、「フランスでは、特に公立学校においては、国民を守ることが最優先事項であり、ライシテは全国民が従うべきフランス共和国の憲法上の基本原則である」として、2人の訴えを却下した。

##### 保護者
児童・生徒の保護者は、公共の場の利用者として、授業その他の活動、学校運営等の妨げにならない限り、かつ、公の秩序を乱さない限りにおいて、服装等については自由である（子供の送り迎えなど）。
ただし、学校行事などの課外活動にボランティアで参加する保護者については、当初、明確な規定がなかった。アリマ・ブームディエンヌ＝ティエリ上院議員は、子供の遠足や課外活動への参加を希望するイスラム系の女性らがヴェール着用を理由に参加を拒まれるなどの差別を含み、公務員から差別を受けているとして、問題を提起した。これに対して国土開発担当大臣クリスチャン・エストロジは、「クラス担任教師の責任において課外活動に参加する保護者は、公務を担う臨時職員と同様に、公務員に課される中立性の原則に従う義務がある」と回答。保護者協議会連盟は「（宗教的標章規制）法が適用されるのは、公立学校の児童・生徒のみである」と抗議した。「ラ・アルド」は2007年6月に、「ライシテ原則も公務員の中立性の原則も、ヴェールを着用した保護者が、親として、公立学校の教育活動、課外活動等の公務に協力することを妨げるものではない。原則としてこれを拒むのは、宗教に基づくボランティア活動への参加において差別にあたるおそれがある」という判断を下したが、これに対してさらに、「人種主義・反ユダヤ主義反対国際連盟 (LICRA)」、フェミニズム活動団体「娼婦ではない、服従もしない (Ni putes ni soumises)」、「人種差別SOS」、フリーメイソン「フランス大東社」、「共和国ライシテ委員会」、「ライック家族連合」などの団体が連名で2007年12月に『リベラシオン』に、「特殊な標章により自らを他と区別する保護者の同伴を認めることは、政治的・宗教的な選択であり、親は子の模範であるという価値観に反する。フランス共和国及びフランスの公立学校は、子供をあらゆるプロパガンダから保護し、育まれつつある思想・良心の自由を守るために、既に一世紀以上にわたって教員・教育職員に厳格な中立性の尊重という義務を課してきた」とする抗議書を掲載した。
最終的には国務院が2013年12月、課外活動に参加する保護者は、「宗教的中立性を要求される教員などとは別の法的範疇に属する」ため、中立性の原則に従う必要はないが、「かかる保護者が宗教的な意見を表明することができるのは、授業その他の活動、学校運営等の妨げにならない限り、かつ、公の秩序を乱さない限りにおいてである」という見解を発表した。

#### ライシテ憲章
2013年9月9日、ヴァンサン・ペイヨン教育相が「ライシテ憲章」を発表した。ペイヨン教育相は前年度、幼稚園から高校までの公立校において非宗教性教育を徹底させる方針を明らかにしており、教育界や世論の賛同を得て憲章作成の運びとなった。「ライシテ憲章」はライシテ原則をわかりやすく簡潔に説明した15条から成る。

### ライシテと女性の権利・自由
公的領域から宗教的な要素を排除し、宗教への服従から国民を解放し、教育、信教、思想・良心、そして表現の自由を確立したライシテは、伝統的な家父長制からの解放を含む女性解放、女性の権利の確立にもつながった。
ライシテ法への道を切り開いたコンドルセは女性のセクシュアリティと精神を無条件に教会の権威に従わせようとした聖職者を非難し、同じくジュール・フェリーは「女性を服従させる者はすべてを服従させる。カトリック教会が女性を排除しなかったのはこのためであり、女性たちから民主主義を奪ったのもこのためだ」とした。
これらの先達の言葉に言及しつつ、スカーフ論争のさなか、フェミニズムの視点からこれを分析し、『共和国を覆うヴェール (Un voile sur la République)』を著したミシェル・ヴィアネスは、「男性が男性のために作った宗教には常にミソジニーが存在し、女性差別につながった。・・・ライシテは宗教の重圧から女性の身体と精神を解放した」と述べている。
イスラム女性のヴェールについては、一方で「恥じらい」、「名誉」、「男たちの欲望の対象とならぬように努める」、「道徳や伝統、家族の絆、女性の貞節」を表わすとされるが、他方で、サウジアラビア、カタール、イランなどではヴェール着用が義務づけられており、こうした男性による女性の抑圧、男性への服従から解放されるために「スカーフを脱ぎ捨てる女性」、「スカーフ着用義務に抗議する」女性も増えている。
こうした状況にあって、フランスの「宗教的標章規制法」については、「イスラム系の少女たちが、イスラム系の家庭やイスラム系の男性の側からの、種々の拘束や差別の犠牲者であるとし、彼女たちをその拘束や差別から解き放つことによって統合を推進することを謳っていた」が、これが果たして真の解放なのか、イスラム系の女性たちが着用を義務づけられている宗教的標章が公共空間で禁じられるなら、「まさしく宗教的性差別によって支配されている共同体的空間に彼女たちを追い返すことになるのではないか」といった議論もある。
2004年の「宗教的標章規制法」の後、2010年には「尊厳及び男女平等を侵害する過激な宗教実践はフランス共和国の価値に反する」等の理由により、公共の場におけるブルカの着用を禁止する法案が可決された。

### ライシテと表現の自由（宗教批判）

#### 原則
フランスでは、表現の自由が法的に制限されるのは、基本的な自由や個人の自由が侵害される場合だけである。ライシテ原則に基づく共和国法においては、宗教的な表現と反宗教的な表現は同等の価値を有する。したがって、冒涜罪は存在せず、思想・表現の自由としての「冒涜する自由」が存在する。
そして、宗教批判は自由だが、個人の自由を尊重する以上、信者個人への攻撃は当然許されない。
ただし、アルザス・モーゼル地方（バ＝ラン県、オー＝ラン県、モーゼル県）にはごく最近まで冒涜罪が存在した。これは政教分離法が成立した1905年に、アルザス・モーゼル地方は（1871年のフランクフルト講和条約により）まだドイツ領であったため、同法の適用を免れたからであり、フランスが同地方を奪還した1919年にも、地方法がフランス共和国法に合わせて改定されることはなかった。アルザス・モーゼル地方の刑法典第166条には、「公共の場で侮辱的な言葉により神を冒涜し、不安を煽る者、連邦領土において設立し、法人として認められたキリスト教団体・宗教共同体又はかかる団体の組織や儀式を公共の場で侮辱する者、ないしは教会又は宗教集会のためのその他の場所において侮辱的かつ不安を煽る行為を犯す者は、3年以下の禁錮刑に処せられる」と書かれていた（また、牧師や司祭、ラビは国から俸給を受け支給され、キリスト教およびユダヤ教の宗教施設の維持費は地方自治体が負担し、さらに、義務教育の一環として宗教教育も行われていた）。
この第166条が廃止されたのは2017年1月27日のことである（「平等及び市民性に関する2017年1月27日の法律第2017-86号」による）。

一方で、差別的な表現による誹謗中傷、憎悪の扇動などで訴訟が提起されることも少なくない。差別は、フランス刑法典第225-1条の以下のように定義されている。
差別とは、出自、性別、家族状況、妊娠、身体的外観、外見から想像される又は原因が明らかな経済状況に起因する非常に困難な状況、姓、居住地、健康状態、自律性の喪失、障害、遺伝的特徴、風俗習慣、性的指向、性同一性、年齢、政治的信条、組合活動、フランス語以外の言語による表現力、特定の民族、国家、いわゆる人種又は自ら選択した宗教への実際又は想定上の帰属又は非帰属を理由に、自然人の間に区別を設けることである。
反宗教、宗教批判、反教権主義との関連における表現の自由およびライシテの問題は、とりわけ、2006年に『シャルリー・エブド』がムハンマドの風刺画を転載・掲載したことで激しい議論を巻き起こし、裁判により無罪となったことであらためてその重要性を確認することになったが、このとき、国際人権連盟 (FIDH) のジャン＝ピエール・デュボワ会長 (2005 - 2011) は、「風刺漫画家の自由を含む報道の自由は、宗教による禁止に左右されることはない」、「状況を承知の上で他人の感情を害したり挑発したりすることは、自らの責任においてショックを与え、無知蒙昧を知らしめることである。これに対して、理性のための闘いの第一歩は、常に自由な批判と、常に侮蔑すべき誹謗中傷を区別することであり、これは、検閲や裁判によるのではなく、民主的な議論が必要な問題である。ただし、挑発者は挑発という手段を用いるときに、自分がまるで犠牲者であるかのような振る舞いをして、批判を逃れようとしてはならない」とし、「自由と責任は表裏一体であり、民主主義と尊重も同様である」ことを確認した。
表現の自由とライシテ原則に関わる判例として、『最後の誘惑』を上映した映画館への攻撃事件、マリテ+フランソワ・ジルボーによるレオナルド・ダ・ヴィンチの『最後の晩餐』のパロディーへの訴訟、ムハンマド風刺漫画掲載問題が挙げられる。

## 年表

### フランス革命期から第二帝政期まで（1789年-1870年）
フランス革命 (1789-1799) 期に、共和制への従属を拒否し、ローマ教皇への忠誠を誓ったカトリック聖職者の多くが処刑。
1801年、ナポレオン1世とローマ教皇ピウス7世の間でコンコルダ（政教条約）が結ばれ、カトリック教会、プロテスタントのルター派教会・カルヴァン派教会、ユダヤ教会が公認され、信教の自由が確立。
復古王政ブルボン朝 (1814-1830) においてカトリックが再び国教として復活。
七月王政 (1830-1848) から第二共和政 (1848-1852)、第二帝政 (1852-1870)、第三共和政 (1870-1940) の初期に至るまで、カトリック勢力と反教権勢力の対立が続く。
1833年のギゾー法により公立学校が創設される。
1850年のファルー法により国家による私立学校への財政援助を制限付きで認める。

### 第三共和政期（1870年-1940年）
- 1871年 - レオン・ガンベタが教育とカトリックの分離を訴える。
- 1879年 - ジュール・フェリーが教育相に就任。
- 1881年6月16日 - 初等教育の無償化。
- 1882年3月18日 - 初等教育の義務制および公教育の非宗教性（1881年法と1882年法を併せてジュール・フェリー法と呼ぶ）。
- 1886年 - 公立学校教師を非聖職者に限定する法律（ゴブレ法）。
- 1901年 - ピエール・ワルデック＝ルソー首相により、修道会を認可制とする結社法を制定。
- 1902年 - エミール・コンブ首相により、カトリック系私立学校2500校が閉鎖。
- 1903年 - 新たに1万校を閉鎖。（5800校は形態を変えて再開。）
- 1904年 - フランスとローマ教皇庁の国交断絶。
- 1905年 - 政教分離法制定。国家が信教の自由を認めると同時に、いかなる宗教も国家が特別に公認・優遇・支援することはなく、また国家は公共秩序のためにその宗教活動を制限することができることが明記される。（ナポレオンのコンコルダ以来の「公認制」の破棄。）
- 1921年 - フランスとローマ教皇庁との関係修復。

### 第四共和政期（1946年-1958年）
- 1946年 - 第四共和政憲法発布。信教の自由が明記されると同時に、冒頭の1条では、フランスが「ライックで、民主的で、社会的な共和国である」ことが強調される。

### 第五共和政期（1958年-）
- 1958年 - 第五共和政憲法発布。人種・宗教による差別の禁止、法の下の平等がより強調される。

ミッテラン政権
- 1989年 - 始業期である秋、パリ近郊クレイユ市の中学校で、スカーフ（ヒジャブ）を着用していたイスラム系の女生徒2人が教師によって教室への入室を禁止され、大きな論議を呼び起こす。
  - 11月、国務院が、「表現の自由及び宗教の表明の自由の行使である限りにおいて、ライシテ原則に抵触しないが、宗教的標章が、その性質上、又はこれを個人的に又は集団として着用する条件により、ないしはこれ見よがしな (ostentatoire) 又は権利要求的な性質により、圧力行為、挑発、プロゼリティスム（宗教勧誘）又はプロパガンダとなるおそれがある場合は、かかる標章の着用は許されるべきではない」と回答した[52]。
  - 12月、教育相リオネル・ジョスパンが、宗教的標章に関する通達を出し、「生徒は、宗教的信仰を助成するような衣服及びその他の目立つようなすべての標章に注意しなければならない。・・・これについて紛争が起こった場合は、直ちに生徒とその府警に対して対話を求めなければならない。対話は、生徒の利益のため、そして、学校がうまく機能するために、宗教的標章の着用をやめさせることを目的とする」とした[9]。
- 1990年 - モンフェルメイユのジャン・ジョレス中学校で、新たなスカーフ事件があり、退学となったイスラム系女生徒3名の親が提訴する。
- 1992年11月2日 - ケルーア判決（仏: arrêt Kherouaa）で、「宗教的なしるしを全て絶対的に禁止することは不法」と判断される。
- 1994年 - 9月、教育相フランソワ・バイルが、「生徒を学校の共同生活規則から分離させるような目立つしるしが校内で増加することは容認できない」旨の通達を出す。

シラク政権
- 1995年 - 7月、国務院が、「目立つしるし」の定義の曖昧さを理由に、バイル通達の無効を通告、スカーフの全面禁止を否定する。
- 1997年 - 11月、国務院が、スカーフを「目立つ攻撃的なしるし」とは看做せないと明言。退学は「体育・水泳などの義務科目への参加を拒否することで正当化される」と付け加える。
- 2000年 - 5月、国務院が、スカーフ着用を理由に休職処分となった臨時校内監視員の事例に関し、「宗教的信仰を明らかにする権利を持っている公立学校職員に対し、ライシテ原則はその権利の妨げになっている」との判決を下す。
- 2002年 - 12月、リヨンでスカーフを折ってバンダナ風に着用していた生徒に関し、教育委員会が規律委員会開催を拒否したことに抗議して、教員ストが実施された。
- 2003年 - 4月、フランス・イスラム団体連合（UOIF）の会議の席上、内務相ニコラ・サルコジが「身分証明写真は無帽であることを義務付ける」旨の発言をする。
  - 5月、イスラム教フランス評議会（CMCF）の公的会合が初開催。
  - 6月、国民議会内に、教育機関における「宗教的しるし」着用に関する調査団が設置される。
  - 7月、大統領ジャック・シラクが、ベルナール・スタジを委員長とする「共和国におけるライシテ原則適用に関する検討委員会」（スタジ委員会）を設置。
  - 10月、シラクが「ライシテの問題は交渉によって解決できるものではなく、法律を最後の手段とすることができる」と発言。
  - 11月、国民議会内の調査団が「目につく政治的・宗教的しるしを禁止する」立場を明言。
  - 12月11日、スタジ委員会が「差別反対政策」と「公共サービス職員の中立性を明確にし、公立学校におけるあらゆる宗教的・政治的しるしを禁止する「ライシテについての法律」制定」を進言。また同時に、宗教融和策としてイスラームの祝日「イド・アル＝フィトル」と、ユダヤ教の祝日「ヨム・キプル」も、国民の祝日に加えるよう進言。
  - 12月17日、シラクが学校内の宗教的しるし禁止の法制化には賛同するが、休日を2日増やすことは拒否すると発言。
  - 12月21日、スカーフを付けた約3000名が法案反対デモを行う。
- 2004年 - 1月5日、公立学校における「宗教的標章規制法」（宗教的シンボル禁止法、スカーフ禁止法、ヒジャブ禁止法）法案が国務院に提出される[86]。
  - 1月17日、2万名以上が法案反対デモ。
  - 1月19日、パリで法案反対集会。5000名参加。
  - 2月10日、国民議会（下院）が同法案可決。
  - 3月3日、上院で同法案が可決し成立。
  - 9月、同法律の施行開始。

サルコジ政権
- 2007年12月、ニコラ・サルコジ大統領がラテラノ大聖堂の名誉参事会員の称号を与えられた際の演説で、フランス共和国の歴史とカトリック教会のつながりをことさらに強調し、ライシテについて否定的な見方をしたことで猛攻撃を受ける。この際、「積極的なライシテ」という概念を打ち出した。
- 2008年9月、サルコジ大統領は教皇ベネディクト16世の訪仏時も「積極的なライシテ」、「開かれたライシテ」の必要性を訴えた。
- 2010年
  - 7月13日、公共空間でブルカ等の着用を禁止する「ブルカ禁止法」が国民議会（下院）で可決。
  - 9月14日、同法案が上院でも可決、成立。
- 2011年4月11日、「ブルカ禁止法」施行開始。

オランド政権
- 2013年
  - 9月9日、ヴァンサン・ペイヨン教育相が「ライシテ憲章」を発表。
  - 11月、パキスタン出身のフランス人女性が、「ブルカ禁止法」が人権侵害であるとしてフランス政府を欧州人権裁判所へ提訴。
- 2014年7月1日、欧州人権裁判所はライシテ法を支持する判決を下す。
- 2015年
  - 1月7日、イスラム過激派によるシャルリー・エブド襲撃事件が発生。
  - 1月13日、マニュエル・ヴァルス首相は「テロとの戦争」を宣言すると同時に、「ライシテと表現の自由のために戦う」と述べた[87]。
  - 11月13日、イスラム過激派によるパリ同時多発テロ事件が発生。
- 2016年
  - 7月14日、ニース市でトラックテロ事件が発生。
  - 7月下旬、カンヌ市、ニース市をはじめとする約30の沿岸部自治体が、ライシテを理由に「ブルキニ禁止令」を出す[88]。
  - 8月26日、国務院がヴィルヌーヴ＝ルベ市の「ブルキニ禁止令」に対して、「基本的自由を侵害する深刻かつ明白な違法行為」と認定し、凍結判断を下す[89]。
    - これに対して各自治体は反発し、禁止措置を継続することを表明[87][89]。
    - 国連はこの判断を歓迎し、イスラム団体も「良識の勝利」と讃える[89]。
    - 8月29日、マニュエル・ヴァルス首相は講演で「ベールで覆うよりも胸をあらわにする方がよりフランスの精神にふさわしい」と禁止措置を擁護[87]。なお、胸をはだけたマリアンヌ像は「母性」の象徴であり、「自由な女性」像からは程遠いという意見もある[90]。
    - 来春の大統領選に立候補を表明したニコラ・サルコジ前大統領が、「当選した場合、ブルキニの着用を全国規模で禁止する」と表明[87]。

マクロン政権
- 2017年12月、マクロン政権下で初めて男女平等担当副大臣マルレーヌ・シアパが積極的なライシテ支持を表明。『無条件のライシテ (Laïcité, point !)』を著す[91]。
- 2018年4月9日、エマニュエル・マクロン大統領がフランス司教協議会での演説で「カトリック教会と国家の絆を修復する」と述べ、ライックな左派から批判が殺到[92]。生殖補助医療の規制緩和を勧める上で、オランド政権下での同性婚の合法化 (2013年) 以来悪化していたカトリックとの関係の修復を狙ったものと見られている[93][94]。